# Nymphidae
Nymphidae es una familia de insectos alados (Pterygota) del orden Neuroptera.
Nymphidae se encuentra algo separada de otras Myrmeleontoidea vivientes. Las hormigas-león (Myrmeleontidae) y Ascalaphidae están más estrechamente relacionados con ellos, pero la mayor parte de los grupos hermanos de Nymphidae incluyen taxones extintos, conocidos solo a partir de fósiles, tales como Nymphitidae, Brogniartiellidae o Babinskaiidae. En algún momento se creyó que Nemopteridae estaban relacionadas estrechamente, pero parecen pertenecer a otro linaje de Myrmeleontiformia. Myiodactylus osmyloides y sus parientes estuvieron anteriormente colocados en la familia Myiodactylidae (sinónimo obsoleto) pero no forman un linaje separado de las otras Nymphidae.
Además de los numerosos géneros vivos, el fósil Pronymphes se remonta al Eoceno y  Araripenymphes y Rafaelnymphes provienen de la Formación Crato del Cretásico en Brasil.